# Aska landskommun
Aska landskommun var en tidigare kommun i Östergötlands län.

## Administrativ historik
Landskommunen bildades vid kommunreformen 1952 som storkommun genom sammanläggning av de tidigare kommunerna Fivelstads landskommun, Hagebyhöga landskommun, Orlunda landskommun, Styra landskommun, Varvs landskommun och Västra Stenby landskommun.
1 januari 1952 (enligt beslut den 30 mars 1951) överfördes till Aska landskommun från Motala stad fastigheten Glaskulla 1:1 med 8 invånare, och omfattande en areal av 0,49 km², varav allt land.
År 1974 kom den i sin helhet till Motala kommun. Vid Motalas delning år 1980 kom Hagebyhöga och Orlunda församlingar till Vadstena kommun, medan de fyra övriga församlingarna kvarstannade i Motala kommun.
Kommunkoden var 0505.

### Kyrklig tillhörighet
I kyrkligt hänseende tillhörde kommunen församlingarna Fivelstad, Hagebyhöga, Orlunda, Varv och Styra samt Västra Stenby. Dessa församlingar gick ihop 2006 att bilda Aska församling.

## Geografi
Aska landskommun omfattade den 1 januari 1952 en areal av 115,73 km², varav 115,70 km² land.

### Tätorter i kommunen 1960
| Tätort         | Folkmängd |
| -------------- | --------- |
| Fågelsta       | 225       |
| Forsområdet    | 207       |
| Motala, del av | 54        |

Tätortsgraden i kommunen var den 1 november 1960 15,8 procent.

## Politik

### Mandatfördelning i valen 1950–70
|  | 15 | 12 | 4 | 3 |

| 35 |

|  | 14 | 11 | 5 | 4 |

| 35 |

| 15 | 12 | 3 | 5 |

| 33 |

| 16 | 12 | 3 | 4 |

| 31 |

| 14 | 13 | 4 | 4 |

| 32 |

| 15 | 12 | 3 |  | 4 |

| 33 |